# Pinto Barros
Pinto Pereira de Barros (Sofala, 4 de maio de 1973) é um ex-futebolista moçambicano que atuava como lateral-esquerdo. Atualmente é coordenador de formação do Ferroviário de Maputo.
Representou seu país em duas edições da Copa Africana de Nações.

## Carreira
Em sua carreira, defendeu Ferroviário de Maputo e AmaZulu. Pelo Ferroviário de Maputo, foi bicampeão nacional (1996 e 1997).

## Seleção Moçambicana
Pela Seleção Moçambicana, Pinto Barros atuou em 44 jogos entre 1994 e 1999 e marcou 2 gols. Disputou 2 edições da Copa Africana de Nações (2 partidas em 1996 e outras 3 em 1998). Em ambas, Moçambique foi eliminado ainda na fase de grupos.

## Pós-aposentadoria
Em 2020, Pinto Barros voltou ao Ferroviário de Maputo para exercer o cargo de coordenador de formação, substituindo Luís Muchele.

## Títulos
Ferroviário de Maputo
- Moçambola: 2 (1996 e 1997)